# Juliette Huot
Pour les articles homonymes, voir Huot.
Juliette Huot, née le 9 janvier 1912 à Montréal et morte le 16 mars 2001 à Brossard est une comédienne canadienne considérée comme une pionnière québécoise du monde de la radio, du théâtre et de la télévision. Elle est aussi une figure populaire de la cuisine québécoise, aussi reconnue pour son implication auprès des Petits frères des pauvres.

## Biographie

### Origines familiales
Marie Juliette Alexandrine Huot, née le 9 janvier 1912 à Tétreaultville (Montréal), est la fille d'Aldéric Huot, charretier, et de Délima Bélanger.

### Carrière de comédienne
Juliette Huot fait ses débuts au théâtre et à la radio à la fin des années 1930, notamment dans Les Velders, Métropole, Les Variétés Lyriques, Un simple soldat, Je vous ai tant aimé, Taxi numéro 1. 
Elle joue notamment le rôle de la jeune Bertine, fille d'Alexis, dans le feuilleton radiophonique Un homme et son péché de Claude-Henri Grignon. De 1939 à 1946, elle passe au théâtre professionnel en jouant dans les spectacles des Fridolinades et, par la suite, les pièces de théâtre  Tit-Coq (1948) ainsi que Bousille et les justes (1959) toujours de Gratien Gélinas. 
Elle joint par la suite Les Variétés lyriques, sous la direction de Charles Goulet et Lionel Daunais, tout en continuant de participer à plusieurs radio-romans tels que Les Velder et  Métropole , de Robert Choquette et Un simple soldat de Marcel Dubé.

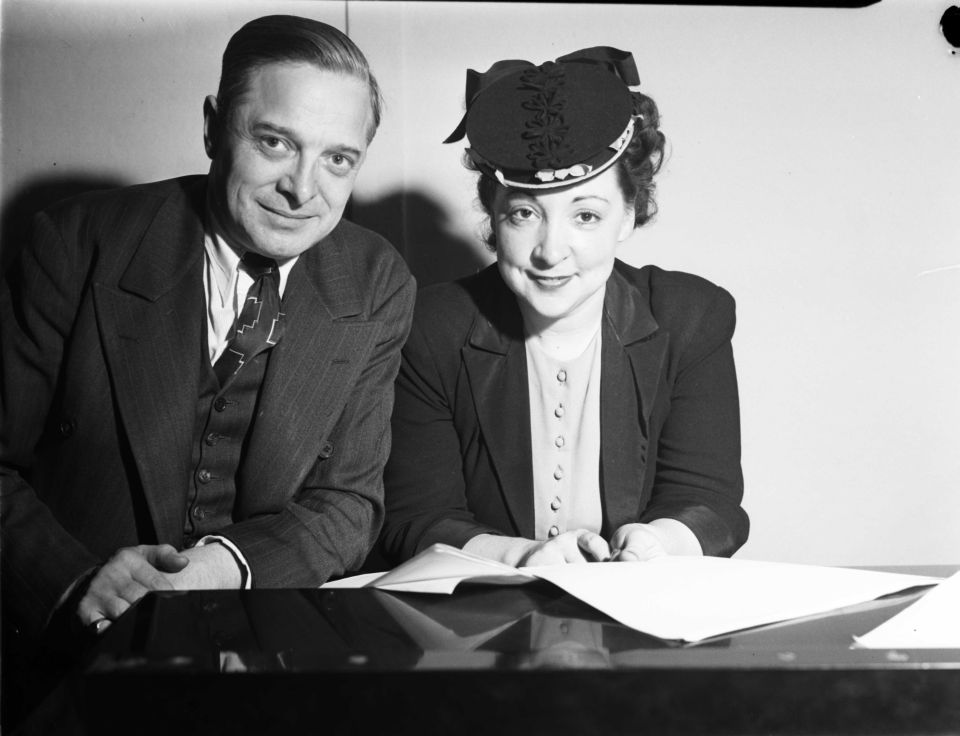
Juliette Huot et Teddy Burns-Goulet lors de l'enregistrement d'un épisode de la série radiophonique Taxi numéro 13, 11 octobre 1945

À partir de 1944, elle commence sa carrière burlesque avec nul autre que le plus grand artiste comique de sa génération, Olivier Guimond, père. Elle entame une longue carrière d'humoriste où elle côtoyera régulièrement les Rose Ouellette, Jean Grimaldi, Juliette Petrie, Olivier Guimond (fils), Denis Drouin, Gilles Pelerin, etc.
En 1940, elle est élue au conseil de l'Union des Artistes. Elle y siègera pendant 8 ans. En 1938 et 1945, on lui décerne les prix de: meilleures comédiennes de l'année (Trophée du Prince Paul Lieven).
Elle sera aussi de la scène effervescente des cabarets de Montréal et se produira dès 1949, Au Faisan Doré (de Jacques Normand et Jean Rafa), accompagnée à l'époque par Juliette Béliveau. Juliette Béliveau et Juliette Huot y présentent le fameux sketch Les Deux Jumelles. 
La télévision lui permet de se distinguer dans les émissions hebdomadaires Cré Basile et Symphorien de Marcel Gamache, Grand-Papa de Janette Bertrand et Peau de banane de Guy Fournier. 
Juliette Huot a apporté une contribution importante au cinéma québécois. Elle joue notamment dans Le Curé de village (1949) de Robert Choquette, Le Rossignol et les cloches (1950), Les Plouffe (1981), Les Tisserands du pouvoir (1987) et Le grand jour de Michel Tremblay tourné pour Radio-Canada en 1988.
En 1973, elle est de la distribution de la reprise de la pièce de théâtre Les Belles-Sœurs de Michel Tremblay qui connaît un grand succès à Montréal et à Paris.
Au début des années 1980, elle est la principale et unique interprète et comédienne de la pièce de Janette Bertrand: « Dis-moi le si je dérange » qu'elle présentera en tournée dans les principales villes du Québec. La pièce sera aussi enregistrée et présentée à la télévision l'année suivant la tournée.

### Une figure populaire de la cuisine québécoise
Cordon-bleu reconnu, Juliette Huot devient aussi une figure populaire du monde culinaire québécois durant les décennies 1960 et 1970. Après avoir régulièrement présenté des recettes à l'émission de variétés Le 5 à 6, (1968-1970), animée par Gilles Latulippe et Fernand Gignac sur les ondes de CFTM-TV  (ancêtre de l'actuel TVA), elle anime durant cinq ans sa propre émission culinaire, Les Recettes de Juliette, tous les jours en semaine sur les ondes de la télévision francophone de Radio-Canada,. 
Elle publie aussi sept livres de recettes, dont plusieurs obtiennent un franc succès. Jean-Marie Francœur la place parmi le « bataillon de cordons-bleus » qui va contribuer à la diffusion de la cuisine québécoise dans les années 1970, aux côtés de Sœur Angèle, Sœur Berthe (Berthe Sansregret), Germaine Gloutnez, Margo Oliver, Suzanne Lapointe, Jehane Benoît et Henri Bernard.
Elle a également été porte-parole pour le Québec des publicités des supermarchés Dominion durant les années 1960 et 1970. 

### Implication auprès des Petits frères des pauvres
De 1962 jusqu'au terme de sa vie, Juliette Huot s'implique activement au Québec dans la cause des Petits frères des pauvres et devient la principale porte-parole de l'organisme. 

### Mort
Juliette Huot est morte le 16 mars 2001 à l'âge de 89 ans d'un cancer généralisé au centre de soins palliatifs Marcelle-Ferron à Brossard.  

## Filmographie
- 1945 : Fridolinons
- 1949 : Le Curé de village : Mlle Jolicoeur
- 1951 : La Treizième lettre, film américain d’Otto Preminger
- 1952 : Le Rossignol et les cloches : La serveuse de restaurant
- 1953 : La Famille Plouffe (série télévisée) : Jeannette Vallerand
- 1954 - 1955 : Les Quat' fers en l'air (série télévisée SRC)
- 1954 - 1957 : 14, rue de Galais (série télévisée) : Rita
- 1956 : Grandville, P.Q.
- 1957 : Un simple soldat (TV) : Bertha
- 1958 : Pays neuf
- 1959 - 1963 : Joie de vivre (série télévisée) : rôle inconnu
- 1962 : La Balsamine (série télévisée) : La mère de Léontine
- 1963 : Amanita Pestilens
- 1963 - 1965 : Rue de l'anse (série télévisée) : Églantine
- 1964 : The Luck of Ginger Coffey : Mme Beaulieu
- 1965 - 1970 : Cré Basile (série télévisée) : Mme Leclaire, la belle-mère
- 1970 - 1977 : Symphorien (série télévisée) : Mme Aurore Sylvain
- 1975 : Pousse mais pousse égal
- 1976 : Je suis loin de toi mignonne : La mère
- 1976 - 1979 : Grand-Papa (série télévisée) : Sœur Angèle
- 1981 : Les Plouffe : Joséphine Plouffe (la mère)
- 1982 - 1987 : Peau de banane (série télévisée) : Clarisse Cayer
- 1983 : Dis-moi le si j'dérange (pièce de théâtre d'un rôle unique) : Simone
- 1984 : Le Crime d'Ovide Plouffe : Joséphine Plouffe (la mère)
- 1988 : Les Tisserands du pouvoir (feuilleton TV)
- 1988 : Les Tisserands du pouvoir II: La Révolte
- 1988 :  Le grand jour de Michel Tremblay tourné pour Radio-Canada (TV)
- 1990 : La manière des blancs (court métrage dramatique)
- 1990 - 1992 : Jamais deux sans toi (série télévisée) : Marie-Ange Duval
- 1992 : Montréal P.Q.: (série télévisée) Délicia (Mme Curé)
- 1994 - 1996 : Les Héritiers Duval (série télévisée) : Marie-Ange Duval

## Publications

### Cuisine
- En cuisinant de 5 à 6 : avec Juliette Huot, Montréal, Éditions de l'Homme, 1969, 128 p. (présentation en ligne) Recettes, présentées par Juliette Huot, à l'émission de variétés Le 5 à 6 de CFTM-TV, animée par Gilles Latulippe et Fernand Gignac.Édition en braille: En cuisinant de 5 à 6, Québec, Institut National Canadien pour les aveugles, 1971, 128 p.

- Recettes au "blender", Montréal, Éditions de l'Homme, 1971, 171 p. (ISBN 0-7759-0308-6) Traduction anglaise : (en) Blender recipes, Habitex Books, 1975, 158 p. (ISBN 0-88912-022-6)

- Maigrir tout en cuisinant, Cité de Saint-Laurent, Studio anti-obésité, 1971, 186 p.

- Mes meilleures recettes aux pommes, Montréal, La Presse, 1972, 159 p.[7] Traduction anglaise : (en) A basketful of apple recipies [sic], Montréal/Toronto, Holt, Rinehart and Winston of Canada, 1973, 157 p. (ISBN 0-03-929928-7)

- Les recettes de Juliette, Montréal, Éditions de l'Homme, 1973 (réimpr. 1982), 229 p. (ISBN 0-7759-0439-2, présentation en ligne)Recettes, présentées par Juliette Huot ou ses invités, à l'émission culinaire Les Recettes de Juliette qu'elle anime sur les ondes de Radio-Canada.

- La bonne table, Montréal, Éditions de l'Homme, 1977, 334 p. (ISBN 0-7759-0564-X)

- Les 100 meilleures recettes aux pommes, Montréal, Stanké, 1992, 142 p. (ISBN 2-7604-0415-3)[7]

## Distinctions

### Récompenses
- 1938 - Trophée du Prince Paul Lieven
- Le 25 mai 1987, Les Petits frères des Pauvres inaugure à Oka la Maison Juliette-Huot, une maison de vacances pour personnes âgées, baptisée ainsi pour honorer leur marraine à vie (Juliette Huot). Tout comme les prix annuels << Juliette-Huot >> ,prix décernés aux gens qui se sont le plus distinguées de par leurs engagements caritatifs.

### Décoration
- 1988 -  Chevalier de l'Ordre national du Québec

### Bases de données
- Ressources relatives à l'audiovisuel :   - AllMovie
  - Allociné
  - IMDb
- Notice dans un dictionnaire ou une encyclopédie généraliste :   - L'Encyclopédie canadienne
- Notices d'autorité :   - VIAF
  - ISNI
  - Canada

### Notices biographiques
- Annie Joan Gagnon, « Juliette Huot », sur L'Encyclopédie canadienne, Toronto, Historica Canada, 23 avril 2014.

- « Juliette Huot », sur Ordre national du Québec, Gouvernement du Québec, 2001.

- « Juliette Huot », sur Star Québec, [site web personnel], 2011-2014.